# Championnat de Russie de football 2018-2019
Navigation
Édition précédente Édition suivante
CSKA Moscou
Dynamo Moscou
Lokomotiv Moscou
Spartak Moscou
La saison 2018-2019 de Premier-Liga est la vingt-septième édition de la première division russe. C'est la huitième édition à suivre un calendrier « automne-printemps » à cheval sur deux années civiles. Elle prend place du 28 juillet 2018 au 26 mai 2019, et comprend une trêve hivernale entre le 10 décembre 2018 et le 3 mars 2019.
Les seize meilleurs clubs du pays sont regroupés au sein d'une poule unique où ils s'affrontent à deux reprises, à domicile et à l'extérieur, pour un total de 240 matchs.
En fin de saison, le premier au classement est sacré champion de Russie et se qualifie directement pour la phase de groupes de la Ligue des champions 2019-2020, accompagné par son dauphin tandis que le troisième obtient une place dans le troisième tour de qualification de la compétition. Le vainqueur de la Coupe de Russie 2018-2019 est quant à lui qualifié pour la phase de groupes de la Ligue Europa 2019-2020, tandis que le quatrième et le cinquième du championnat se qualifient respectivement pour le troisième et le deuxième tour de qualification de la compétition. Si le vainqueur de la Coupe est déjà qualifié pour une compétition européenne d'une autre manière, sa place est redistribuée en championnat et la sixième place devient également qualificative pour la Ligue Europa. Dans le même temps, les deux derniers du classement sont directement relégués en deuxième division tandis que le treizième et le quatorzième doivent disputer un barrage de relégation face au troisième et au quatrième de cette même division.
Le Zénith Saint-Pétersbourg remporte son cinquième titre de champion de Russie à l'issue de la saison, son premier depuis 2015. Il est suivi du Lokomotiv Moscou, tenant du titre et vainqueur de la coupe nationale, et du FK Krasnodar qui complètent le podium. Ces trois équipes se qualifient ainsi pour la Ligue des champions. Les équipes prenant part à la Ligue Europa sont le CSKA Moscou, le Spartak Moscou et l'Arsenal Toula qui se classent de la quatrième à la septième place. À l'autre bout du classement, l'Anji Makhatchkala et le Ienisseï Krasnoïarsk occupent les deux dernières places et son relégués au terme de l'exercice. Les places de barragistes sont quant à elles occupées par le Krylia Sovetov Samara et le FK Oufa, qui parviennent tous deux à se maintenir à l'issue des barrages, l'emportant respectivement face au FK Nijni Novgorod et au Tom Tomsk.
Le meilleur buteur de la compétition est Fiodor Chalov du CSKA Moscou avec quinze buts marqués. Il est suivi de Sardar Azmoun, auteur de treize buts avec le Rubin Kazan puis le Zénith Saint-Pétersbourg, et de Viktor Claesson du FK Krasnodar qui en compte douze. Le classement des passeurs est quant à lui dominé par Artyom Dziouba du Zénith avec neuf passes décisives sur l'ensemble de la saison, suivi par Iouri Gazinski de Krasnodar et Joãozinho du Dynamo Moscou qui en comptabilisent huit tous les deux.

## Participants
Un total de seize équipes participent au championnat, treize d'entre elles étant déjà présentes la saison précédente, auxquelles s'ajoutent trois promus de deuxième division que sont le Ienisseï Krasnoïarsk, le Krylia Sovetov Samara et le FK Orenbourg qui remplacent les relégués de la saison précédente qui sont l'Amkar Perm, le SKA-Khabarovsk et le FK Tosno.
Parmi ces clubs, trois d'entre eux n'ont jamais quitté le championnat depuis sa fondation en 1992 : les trois équipes moscovites du CSKA, du Lokomotiv et du Spartak. En dehors de ceux-là, le Zénith Saint-Pétersbourg évolue continuellement dans l'élite depuis la saison 1996 tandis que le Rubin Kazan (2003), l'Akhmat Grozny (2008) et le FK Rostov (2009) sont présents depuis les années 2000. Le Ienisseï Krasnoïarsk et l'Oural Iekaterinbourg sont les seuls clubs issus de la partie asiatique de la Russie.
La pré-saison est marquée par la rétrogradation administrative de l'Amkar Perm, treizième la saison précédente, qui se voit retirer sa licence de première division en juin 2018 en raison de garanties financières insuffisantes et d'une dette élevée,, amenant au repêchage de l'Anji Makhatchkala, qui avait été lui relégué lors des barrages de relégation.
Légende des couleurs
- Phase de groupes de la Ligue des champions 2018-2019
- Troisième tour de qualification de la Ligue des champions 2018-2019
- Phase de groupes de la Ligue Europa 2018-2019
- Troisième tour de qualification de la Ligue Europa 2018-2019
- Deuxième tour de qualification de la Ligue Europa 2018-2019
- Promu de deuxième division

| Club                     | Présent depuis | Classement 2017-2018 | Entraîneur          | Stade              | Capacité théorique |
| ------------------------ | -------------- | -------------------- | ------------------- | ------------------ | ------------------ |
| Lokomotiv Moscou         | 1992           | 1                    | Iouri Siomine       | Stade Lokomotiv    | 28 800             |
| CSKA Moscou              | 1992           | 2                    | Viktor Goncharenko  | VEB Arena          | 30 000             |
| Spartak Moscou           | 1992           | 3                    | Oleg Kononov        | Otkrytie Arena     | 42 000             |
| FK Krasnodar             | 2011           | 4                    | Mourad Moussaïev    | Stade de Krasnodar | 34 291             |
| Zénith Saint-Pétersbourg | 1996           | 5                    | Sergueï Semak       | Stade Krestovski   | 64 287             |
| FK Oufa                  | 2014           | 6                    | Vadim Ievseïev      | Stade Neftianik    | 15 234             |
| Arsenal Toula            | 2016           | 7                    | Igor Tcherevtchenko | Stade Arsenal      | 20 048             |
| Dynamo Moscou            | 2017           | 8                    | Dmitri Khokhlov     | VTB Arena          | 26 700             |
| Akhmat Grozny            | 2008           | 9                    | Rashid Rahimov      | Akhmad Arena       | 30 597             |
| Rubin Kazan              | 2003           | 10                   | Kurban Berdyev      | Kazan Arena        | 45 379             |
| FK Rostov                | 2009           | 11                   | Valeri Karpine      | Rostov Arena       | 43 472             |
| Oural Iekaterinbourg     | 2014           | 12                   | Dmytro Parfenov     | Stade central      | 25 000             |
| Anji Makhatchkala        | 2015           | 14                   | Magomed Adiev (en)  | Anji Arena         | 24 859             |
| FK Orenbourg             | 2018           | 1 (D2)               | Vladimir Fedotov    | Stade Gazovik      | 7 500              |
| Krylia Sovetov Samara    | 2018           | 2 (D2)               | Miodrag Božović     | Cosmos Arena       | 44 918             |
| Ienisseï Krasnoïarsk     | 2018           | 3 (D2)               | Dmitri Alenitchev   | Stade central      | 22 500             |

1. 1 2 3  N'est ici comptée que la période depuis la fondation du championnat russe en 1992, indépendamment de l'éventuelle présence dans l'ancien championnat soviétique dont il est le successeur.

### Changements d'entraîneur
| Club                     | Entraîneur partant  | Motif du départ                         | Date de départ   | Position   | Entraîneur arrivant | Date d'arrivée   |
| ------------------------ | ------------------- | --------------------------------------- | ---------------- | ---------- | ------------------- | ---------------- |
| Zénith Saint-Pétersbourg | Roberto Mancini     | Consentement mutuel                     | 13 mai 2018      | Pré-saison | Sergueï Semak       | 29 mai 2018      |
| Oural Iekaterinbourg     | Aleksandr Tarkhanov | Devient conseiller au club              | 21 mai 2018      | Pré-saison | Dmytro Parfenov     | 21 mai 2018      |
| Arsenal Toula            | Miodrag Božović     | Fin de contrat                          | 21 mai 2018      | Pré-saison | Oleg Kononov        | 1er juin 2018    |
| FK Oufa                  | Sergueï Semak       | Départ pour le Zénith Saint-Pétersbourg | 29 mai 2018      | Pré-saison | Sergueï Tomarov     | 13 juin 2018     |
| Anji Makhatchkala        | Vadim Skripchenko   | Fin de contrat                          | 31 mai 2018      | Pré-saison | Magomed Adiev (en)  | 4 juin 2018      |
| Akhmat Grozny            | Igor Lediakhov      | Démission                               | 2 septembre 2018 | 10e        | Rashid Rahimov      | 5 septembre 2018 |
| Krylia Sovetov Samara    | Andreï Tikhonov     | Renvoi                                  | 5 octobre 2018   | 15e        | Miodrag Božović     | 5 octobre 2018   |
| Spartak Moscou           | Massimo Carrera     | Renvoi                                  | 22 octobre 2018  | 6e         | Oleg Kononov        | 12 novembre 2018 |
| FK Oufa                  | Sergueï Tomarov     | Renvoi                                  | 7 novembre 2018  | 15e        | Dmitri Kiritchenko  | 7 novembre 2018  |
| Arsenal Toula            | Oleg Kononov        | Départ pour le Spartak Moscou           | 12 novembre 2018 | 11e        | Igor Tcherevtchenko | 13 novembre 2018 |
| FK Oufa                  | Dmitri Kiritchenko  | Renvoi                                  | 27 mars 2019     | 15e        | Vadim Ievseïev      | 27 mars 2019     |

1. ↑  D'abord par intérim avant d'être confirmé comme entraîneur principal à plein temps le 10 décembre 2018[21].

## Compétition

### Règlement
Le classement est établi sur le barème classique de points (victoire à 3 points, match nul à 1, défaite à 0). Pour départager les équipes à égalité de points, on utilise les critères suivants :
1. Confrontations directes (points, matchs gagnés, différence de buts, buts marqués, buts marqués à l'extérieur)
2. Nombre de matchs gagnés
3. Différence de buts générale
4. Buts marqués (général)
5. Buts marqués à l'extérieur (général)
6. Position dans le championnat précédent ou match d'appui

Contrairement aux divisions inférieures, ce sont ici les confrontations directes qui priment dans le départage des équipes à égalité, là où le nombre de victoires est le critère principal dans les échelons inférieurs.

### Classement
| Rang | Équipe                   | Pts | J  | G  | N  | P  | Bp | Bc | Diff |
| ---- | ------------------------ | --- | -- | -- | -- | -- | -- | -- | ---- |
| 1    | Zénith Saint-Pétersbourg | 64  | 30 | 20 | 4  | 6  | 57 | 29 | +28  |
| 2    | Lokomotiv Moscou T C     | 56  | 30 | 16 | 8  | 6  | 45 | 28 | +17  |
| 3    | FK Krasnodar             | 56  | 30 | 16 | 8  | 6  | 55 | 23 | +32  |
| 4    | CSKA Moscou S            | 51  | 30 | 14 | 9  | 7  | 46 | 23 | +23  |
| 5    | Spartak Moscou           | 49  | 30 | 14 | 7  | 9  | 36 | 31 | +5   |
| 6    | Arsenal Toula            | 46  | 30 | 12 | 10 | 8  | 40 | 33 | +7   |
| 7    | FK Orenbourg P           | 43  | 30 | 12 | 7  | 11 | 39 | 34 | +5   |
| 8    | Akhmat Grozny            | 42  | 30 | 11 | 9  | 10 | 28 | 30 | -2   |
| 9    | FK Rostov                | 41  | 30 | 10 | 11 | 9  | 25 | 23 | +2   |
| 10   | Oural Iekaterinbourg     | 38  | 30 | 10 | 8  | 12 | 33 | 45 | -12  |
| 11   | Rubin Kazan              | 36  | 30 | 7  | 15 | 8  | 24 | 30 | -6   |
| 12   | Dynamo Moscou            | 33  | 30 | 6  | 15 | 9  | 28 | 28 | 0    |
| 13   | Krylia Sovetov Samara P  | 28  | 30 | 8  | 4  | 18 | 25 | 46 | -21  |
| 14   | FK Oufa                  | 26  | 30 | 5  | 11 | 14 | 24 | 34 | -10  |
| 15   | Anji Makhatchkala        | 21  | 30 | 5  | 6  | 19 | 13 | 50 | -37  |
| 16   | Ienisseï Krasnoïarsk P   | 20  | 30 | 4  | 8  | 18 | 24 | 55 | -31  |

Qualifications européennes
- 1er et 2e : phase de groupes
- 3e : troisième tour de qualification
- 4e : phase de groupes [n 3]
- 5e : troisième tour de qualification
- 6e : deuxième tour de qualification

Relégations
- 13e et 14e : barrage de relégation
- 15e : rétrogradation en troisième division
- 16e : relégation en deuxième division

Abréviations
- T : Tenant du titre
- C : Vainqueur de la Coupe de Russie
- S : Vainqueur de la Supercoupe de Russie
- P : Promu de deuxième division

1. 1 2  Le Lokomotiv Moscou est devant le FK Krasnodar en vertu des buts marqués à l'extérieur lors des confrontations directes entre les deux équipes.
2. ↑  Le Rubin Kazan est suspendu de toutes compétitions européennes pour la saison suivante à la suite d'une sanction de l'UEFA[25].
3. ↑  Cette place est initialement réservée au vainqueur de la Coupe de Russie, mais son vainqueur étant le Lokomotiv Moscou, déjà qualifié pour la Ligue des champions, elle est finalement réattribuée au quatrième du championnat.

### Résultats
| Résultats (▼dom., ►ext.)                                   | AKH | ANJ | ARS | CSKA | DYN | IEN | KRA | KRY | LOK | ORE | OUF | OUR | ROS | RUB | SPA | ZEN |
| Akhmat Grozny                                              |     | 0-0 | 2-0 | 0-2  | 0-0 | 1-0 | 1-1 | 2-1 | 1-3 | 1-1 | 2-1 | 1-1 | 1-0 | 1-1 | 1-3 | 1-1 |
| Anji Makhatchkala                                          | 0-1 |     | 0-1 | 0-2  | 1-1 | 2-1 | 0-4 | 0-2 | 0-2 | 1-3 | 0-0 | 0-2 | 1-1 | 1-1 | 0-3 | 2-1 |
| Arsenal Toula                                              | 3-1 | 2-0 |     | 2-0  | 0-0 | 2-0 | 0-3 | 4-0 | 2-0 | 2-2 | 1-1 | 0-0 | 0-1 | 2-2 | 3-0 | 4-2 |
| CSKA Moscou                                                | 1-0 | 2-0 | 3-0 |      | 2-2 | 2-1 | 1-2 | 6-0 | 0-1 | 2-3 | 2-2 | 4-0 | 0-1 | 3-0 | 1-1 | 2-0 |
| Dynamo Moscou                                              | 0-0 | 0-1 | 3-3 | 0-0  |     | 1-2 | 1-1 | 1-0 | 0-1 | 2-0 | 3-0 | 4-0 | 0-0 | 1-1 | 0-1 | 1-0 |
| Ienisseï Krasnoïarsk                                       | 1-1 | 3-1 | 0-0 | 1-1  | 2-2 |     | 0-4 | 1-0 | 0-3 | 2-1 | 0-0 | 1-2 | 1-1 | 1-1 | 2-3 | 0-2 |
| FK Krasnodar                                               | 0-1 | 5-0 | 3-0 | 2-0  | 3-0 | 3-0 |     | 1-0 | 2-1 | 2-2 | 1-1 | 2-0 | 2-2 | 1-0 | 0-1 | 2-3 |
| Krylia Sovetov Samara                                      | 1-2 | 1-0 | 0-1 | 0-0  | 1-0 | 4-0 | 0-3 |     | 0-1 | 0-3 | 1-1 | 0-1 | 1-0 | 1-0 | 1-2 | 0-1 |
| Lokomotiv Moscou                                           | 2-0 | 2-1 | 3-1 | 1-1  | 1-1 | 2-1 | 1-0 | 2-2 |     | 2-1 | 1-0 | 1-2 | 2-1 | 4-0 | 0-0 | 1-1 |
| FK Orenbourg                                               | 1-3 | 0-1 | 1-1 | 0-1  | 1-0 | 0-0 | 1-1 | 3-1 | 1-0 |     | 1-0 | 2-2 | 3-0 | 1-0 | 2-0 | 1-2 |
| FK Oufa                                                    | 0-1 | 3-0 | 1-2 | 0-3  | 1-2 | 2-1 | 0-1 | 1-2 | 0-0 | 0-2 |     | 4-1 | 1-0 | 0-0 | 2-0 | 0-2 |
| Oural Iekaterinbourg                                       | 2-1 | 0-1 | 2-1 | 0-1  | 1-1 | 3-2 | 1-2 | 1-1 | 2-2 | 2-1 | 1-1 |     | 1-1 | 2-1 | 0-1 | 0-1 |
| FK Rostov                                                  | 1-0 | 1-0 | 0-0 | 0-0  | 0-0 | 4-0 | 1-1 | 0-1 | 1-2 | 0-1 | 0-0 | 2-1 |     | 1-1 | 2-1 | 1-0 |
| Rubin Kazan                                                | 1-0 | 0-0 | 0-0 | 1-1  | 1-1 | 1-0 | 2-1 | 2-1 | 0-0 | 2-0 | 1-1 | 1-0 | 0-2 |     | 1-1 | 0-1 |
| Spartak Moscou                                             | 1-2 | 1-0 | 2-3 | 0-2  | 2-1 | 2-1 | 1-1 | 3-1 | 2-1 | 1-0 | 1-0 | 1-2 | 0-1 | 1-1 |     | 1-1 |
| Zénith Saint-Pétersbourg                                   | 1-0 | 5-0 | 1-0 | 3-1  | 2-0 | 4-1 | 2-1 | 4-2 | 5-3 | 3-1 | 2-1 | 4-1 | 2-0 | 1-2 | 0-0 |     |
| - Victoire à domicile - Match nul - Victoire à l'extérieur |     |     |     |      |     |     |     |     |     |     |     |     |     |     |     |     |

### Leader par journée
La frise suivante montre l'évolution des équipes ayant successivement occupé la première place :

### Lanterne rouge par journée
La frise suivante montre l'évolution des équipes ayant successivement occupé la dernière place :

### Barrages de relégation
Le treizième et le quatorzième du championnat affrontent respectivement le quatrième et le troisième de la deuxième division à la fin de la saison dans le cadre d'un barrage aller-retour. Les deux équipes de première division parviennent à se maintenir à l'issue de ces barrages, le FK Oufa battant le Tom Tomsk sur le score de 2-1 sur l'ensemble des deux matchs tandis que le Krylia Sovetov Samara l'emporte 3-2 face au FK Nijni Novgorod.
| Équipe                 | Aller | Total | Retour | Équipe                     |
| ---------------------- | ----- | ----- | ------ | -------------------------- |
| FK Oufa (D1)           | 2 - 0 | 2 - 1 | 0 - 1  | (D2) Tom Tomsk             |
| FK Nijni Novgorod (D2) | 1 - 3 | 2 - 3 | 1 - 0  | (D1) Krylia Sovetov Samara |

| 30 mai 2019 | FK Oufa (D1)                 | 2 - 0 | (D2) Tom Tomsk | Stade Neftianik, Oufa                          |                                                |
| 19h00 UTC+5 | Igboun 28e · Ediev 80e (csc) |       |                | Spectateurs : 9 384 Arbitrage : Mikhaïl Vilkov | Spectateurs : 9 384 Arbitrage : Mikhaïl Vilkov |
| 19h00 UTC+5 | Rapport                      |       |                | Spectateurs : 9 384 Arbitrage : Mikhaïl Vilkov | Spectateurs : 9 384 Arbitrage : Mikhaïl Vilkov |

| 2 juin 2019 | Tom Tomsk (D2) | 1 - 0 | (D1) FK Oufa | Stade Troud, Tomsk                             |                                                |
| 18h00 UTC+7 | Gassiline 11e  |       |              | Spectateurs : 6 210 Arbitrage : Vitali Mechkov | Spectateurs : 6 210 Arbitrage : Vitali Mechkov |
| 18h00 UTC+7 | Rapport        |       |              | Spectateurs : 6 210 Arbitrage : Vitali Mechkov | Spectateurs : 6 210 Arbitrage : Vitali Mechkov |

| 30 mai 2019 | FK Nijni Novgorod (D2) | 1 - 3 | (D1) Krylia Sovetov Samara                                   | Stade de Nijni Novgorod, Nijni Novgorod             |                                                     |
| 19h00 UTC+3 | Fomine 23e (pen.)      |       | 65e (csc) Fedoriv · 90+1e (pen.) Zinkovski · 90+4e Chichkine | Spectateurs : 21 800 Arbitrage : Sergueï Lapochkine | Spectateurs : 21 800 Arbitrage : Sergueï Lapochkine |
| 19h00 UTC+3 | Rapport                |       |                                                              | Spectateurs : 21 800 Arbitrage : Sergueï Lapochkine | Spectateurs : 21 800 Arbitrage : Sergueï Lapochkine |

| 2 juin 2019 | Krylia Sovetov Samara (D1) | 0 - 1 | (D2) FK Nijni Novgorod | Samara Arena, Samara                              |                                                   |
| 18h00 UTC+4 |                            |       | 45e (pen.) Fomine      | Spectateurs : 23 441 Arbitrage : Sergueï Karassev | Spectateurs : 23 441 Arbitrage : Sergueï Karassev |
| 18h00 UTC+4 | Rapport                    |       |                        | Spectateurs : 23 441 Arbitrage : Sergueï Karassev | Spectateurs : 23 441 Arbitrage : Sergueï Karassev |

## Statistiques

### Domicile et extérieur
| Rang | Équipe                   | Pts | J  | G  | N | P | Bp | Bc | Diff |
| ---- | ------------------------ | --- | -- | -- | - | - | -- | -- | ---- |
| 1    | Zénith Saint-Pétersbourg | 40  | 15 | 13 | 1 | 1 | 39 | 13 | +26  |
| 2    | Lokomotiv Moscou         | 32  | 15 | 9  | 5 | 1 | 25 | 12 | +13  |
| 3    | FK Krasnodar             | 30  | 15 | 9  | 3 | 3 | 29 | 11 | +18  |
| 4    | Arsenal Toula            | 29  | 15 | 8  | 5 | 2 | 27 | 12 | +15  |
| 5    | CSKA Moscou              | 27  | 15 | 8  | 3 | 4 | 31 | 13 | +18  |
| 6    | FK Orenbourg             | 25  | 15 | 7  | 4 | 4 | 18 | 12 | +6   |
| 7    | Rubin Kazan              | 25  | 15 | 6  | 7 | 2 | 13 | 9  | +4   |
| 8    | Spartak Moscou           | 24  | 15 | 7  | 3 | 5 | 19 | 16 | +3   |
| 9    | FK Rostov                | 24  | 15 | 6  | 6 | 3 | 14 | 8  | +6   |
| 10   | Akhmat Grozny            | 22  | 15 | 5  | 7 | 3 | 15 | 15 | 0    |
| 11   | Dynamo Moscou            | 21  | 15 | 5  | 6 | 4 | 17 | 10 | +7   |
| 12   | Oural Iekaterinbourg     | 20  | 15 | 5  | 5 | 5 | 18 | 18 | 0    |
| 13   | FK Oufa                  | 17  | 15 | 5  | 2 | 8 | 15 | 17 | -2   |
| 14   | Krylia Sovetov Samara    | 17  | 15 | 5  | 2 | 8 | 11 | 15 | -4   |
| 15   | Ienisseï Krasnoïarsk     | 16  | 15 | 3  | 7 | 5 | 15 | 22 | -7   |
| 16   | Anji Makhatchkala        | 10  | 15 | 2  | 4 | 9 | 8  | 25 | -17  |

| Rang | Équipe                   | Pts | J  | G | N | P  | Bp | Bc | Diff |
| ---- | ------------------------ | --- | -- | - | - | -- | -- | -- | ---- |
| 1    | FK Krasnodar             | 26  | 15 | 7 | 5 | 3  | 26 | 12 | +14  |
| 2    | Spartak Moscou           | 25  | 15 | 7 | 4 | 4  | 17 | 15 | +2   |
| 3    | Lokomotiv Moscou         | 24  | 15 | 7 | 3 | 5  | 20 | 16 | +4   |
| 4    | Zénith Saint-Pétersbourg | 24  | 15 | 7 | 3 | 5  | 18 | 16 | +2   |
| 5    | CSKA Moscou              | 24  | 15 | 6 | 6 | 3  | 15 | 10 | +5   |
| 6    | Akhmat Grozny            | 20  | 15 | 6 | 2 | 7  | 13 | 15 | -2   |
| 7    | FK Orenbourg             | 18  | 15 | 5 | 3 | 7  | 21 | 22 | -1   |
| 8    | Oural Iekaterinbourg     | 18  | 15 | 5 | 3 | 7  | 15 | 27 | -12  |
| 9    | FK Rostov                | 17  | 15 | 4 | 5 | 6  | 11 | 15 | -4   |
| 10   | Arsenal Toula            | 17  | 15 | 4 | 5 | 6  | 13 | 21 | -8   |
| 11   | Dynamo Moscou            | 12  | 15 | 1 | 9 | 5  | 11 | 18 | -7   |
| 12   | Krylia Sovetov Samara    | 11  | 15 | 3 | 2 | 10 | 14 | 31 | -17  |
| 13   | Anji Makhatchkala        | 11  | 15 | 3 | 2 | 10 | 5  | 25 | -20  |
| 14   | Rubin Kazan              | 11  | 15 | 1 | 8 | 6  | 11 | 21 | -10  |
| 15   | FK Oufa                  | 9   | 15 | 0 | 9 | 6  | 9  | 17 | -8   |
| 16   | Ienisseï Krasnoïarsk     | 4   | 15 | 1 | 1 | 13 | 9  | 33 | -24  |

### Évolution du classement
Le tableau suivant récapitule le classement au terme de chacune des journées définies par le calendrier officiel, les matchs joués en retard sont pris en compte la journée suivante. Les équipes ayant un ou plusieurs matchs en retard sont indiqués en gras et italique.
| Journées → | 1  | 2  | 3  | 4  | 5  | 6  | 7  | 8  | 9  | 10 | 11 | 12 | 13 | 14 | 15 | 16 | 17 | 18 | 19 | 20 | 21 | 22 | 23 | 24 | 25 | 26 | 27 | 28 | 29 | 30 | 1er | Barr. | Rel. |
| ---------- | -- | -- | -- | -- | -- | -- | -- | -- | -- | -- | -- | -- | -- | -- | -- | -- | -- | -- | -- | -- | -- | -- | -- | -- | -- | -- | -- | -- | -- | -- | --- | ----- | ---- |
| Akhmat     | 13 | 8  | 10 | 13 | 13 | 10 | 8  | 6  | 10 | 9  | 9  | 9  | 10 | 8  | 10 | 11 | 8  | 8  | 8  | 8  | 9  | 9  | 10 | 9  | 9  | 9  | 8  | 7  | 9  | 8  |     | 3     |      |
| Anji       | 3  | 9  | 11 | 14 | 16 | 16 | 16 | 14 | 12 | 13 | 15 | 15 | 14 | 15 | 15 | 14 | 15 | 14 | 14 | 14 | 14 | 15 | 15 | 15 | 15 | 15 | 15 | 15 | 15 | 15 |     | 9     | 17   |
| Arsenal    | 6  | 13 | 7  | 10 | 10 | 12 | 11 | 10 | 13 | 12 | 10 | 10 | 12 | 11 | 11 | 10 | 11 | 9  | 9  | 9  | 7  | 7  | 8  | 8  | 6  | 6  | 6  | 6  | 6  | 6  |     | 2     |      |
| CSKA       | 10 | 12 | 13 | 7  | 8  | 6  | 5  | 5  | 4  | 6  | 3  | 6  | 5  | 5  | 3  | 3  | 3  | 3  | 3  | 2  | 4  | 3  | 4  | 4  | 3  | 4  | 4  | 5  | 5  | 4  |     | 1     |      |
| Dynamo     | 7  | 10 | 12 | 6  | 9  | 7  | 6  | 9  | 11 | 14 | 11 | 11 | 11 | 12 | 12 | 12 | 12 | 10 | 10 | 12 | 12 | 13 | 13 | 12 | 12 | 12 | 12 | 12 | 12 | 12 |     | 3     |      |
| Ienisseï   | 16 | 16 | 16 | 16 | 12 | 13 | 13 | 16 | 16 | 16 | 16 | 16 | 16 | 16 | 16 | 16 | 16 | 16 | 16 | 16 | 16 | 16 | 16 | 16 | 16 | 16 | 16 | 16 | 16 | 16 |     | 2     | 27   |
| Krasnodar  | 12 | 7  | 4  | 5  | 6  | 4  | 4  | 2  | 2  | 2  | 2  | 2  | 3  | 2  | 2  | 2  | 2  | 2  | 2  | 4  | 3  | 2  | 3  | 3  | 4  | 3  | 3  | 3  | 3  | 3  |     |       |      |
| Krylia     | 11 | 14 | 9  | 12 | 15 | 11 | 12 | 13 | 15 | 11 | 13 | 13 | 13 | 13 | 13 | 15 | 13 | 13 | 13 | 11 | 11 | 12 | 11 | 13 | 13 | 13 | 13 | 13 | 13 | 13 |     | 15    | 3    |
| Lokomotiv  | 8  | 11 | 14 | 9  | 5  | 8  | 10 | 11 | 7  | 7  | 4  | 3  | 2  | 3  | 4  | 5  | 5  | 5  | 5  | 3  | 2  | 4  | 2  | 2  | 2  | 2  | 2  | 2  | 2  | 2  |     | 1     |      |
| Orenbourg  | 15 | 6  | 3  | 3  | 4  | 5  | 9  | 7  | 9  | 8  | 8  | 8  | 7  | 10 | 8  | 7  | 10 | 12 | 12 | 10 | 10 | 10 | 7  | 6  | 7  | 7  | 9  | 9  | 8  | 7  |     |       | 1    |
| Oufa       | 9  | 3  | 6  | 11 | 14 | 14 | 15 | 15 | 14 | 15 | 14 | 14 | 15 | 14 | 14 | 13 | 14 | 15 | 15 | 15 | 15 | 14 | 14 | 14 | 14 | 14 | 14 | 14 | 14 | 14 |     | 18    | 8    |
| Oural      | 14 | 15 | 15 | 15 | 11 | 15 | 14 | 12 | 8  | 10 | 12 | 12 | 9  | 7  | 6  | 8  | 9  | 11 | 11 | 13 | 13 | 11 | 12 | 11 | 10 | 10 | 11 | 11 | 11 | 10 |     | 4     | 4    |
| Rostov     | 5  | 2  | 5  | 4  | 3  | 3  | 2  | 3  | 3  | 3  | 5  | 4  | 4  | 4  | 5  | 6  | 7  | 7  | 7  | 6  | 6  | 6  | 6  | 7  | 8  | 8  | 7  | 8  | 7  | 9  |     |       |      |
| Rubin      | 2  | 4  | 8  | 8  | 7  | 9  | 7  | 8  | 6  | 5  | 7  | 7  | 8  | 6  | 9  | 9  | 6  | 6  | 6  | 7  | 8  | 8  | 9  | 10 | 11 | 11 | 10 | 10 | 10 | 11 |     |       |      |
| Spartak    | 4  | 5  | 2  | 2  | 2  | 2  | 3  | 4  | 5  | 4  | 6  | 5  | 6  | 9  | 7  | 4  | 4  | 4  | 4  | 5  | 5  | 5  | 5  | 5  | 5  | 5  | 5  | 4  | 4  | 5  |     |       |      |
| Zénith     | 1  | 1  | 1  | 1  | 1  | 1  | 1  | 1  | 1  | 1  | 1  | 1  | 1  | 1  | 1  | 1  | 1  | 1  | 1  | 1  | 1  | 1  | 1  | 1  | 1  | 1  | 1  | 1  | 1  | 1  | 30  |       |      |

1. ↑  Le match de la seizième journée entre le FK Orenbourg et le Krylia Sovetov Samara est reporté en raison de conditions météorologiques défavorables[26]. La rencontre est finalement jouée entre la 21e et la 22e journée.

## Distinctions individuelles
| Rang | Joueur                    | Club                                 | Buts | Pen. |
| ---- | ------------------------- | ------------------------------------ | ---- | ---- |
| 1    | Fiodor Chalov             | CSKA Moscou                          | 15   | 2    |
| 2    | Sardar Azmoun             | Rubin Kazan Zénith Saint-Pétersbourg | 13   | 1    |
| 3    | Viktor Claesson           | FK Krasnodar                         | 12   | 4    |
| 4    | Sebastián Driussi         | Zénith Saint-Pétersbourg             | 11   | 0    |
| 5    | Anton Miranchuk           | Lokomotiv Moscou                     | 11   | 4    |
| 5    | Zé Luís                   | Spartak Moscou                       | 10   | 3    |
| 6    | Sylvester Igboun          | FK Oufa                              | 9    | 0    |
| 7    | Ari                       | FK Krasnodar                         | 8    | 0    |
| 7    | Artyom Dziouba            | Zénith Saint-Pétersbourg             | 8    | 0    |
| 7    | Jefferson Farfán          | Lokomotiv Moscou                     | 8    | 0    |
| 7    | Magomed-Chapi Souleïmanov | FK Krasnodar                         | 8    | 0    |

| Rang | Joueur            | Club                     | Passes |
| ---- | ----------------- | ------------------------ | ------ |
| 1    | Artyom Dziouba    | Zénith Saint-Pétersbourg | 10     |
| 2    | Iouri Gazinski    | FK Krasnodar             | 8      |
| 2    | Joãozinho         | Dynamo Moscou            | 8      |
| 4    | Fiodor Chalov     | CSKA Moscou              | 7      |
| 4    | Mário Fernandes   | CSKA Moscou              | 7      |
| 4    | Ivan Obliakov     | CSKA Moscou              | 7      |
| 4    | Ravanelli (en)    | Akhmat Grozny            | 7      |
| 8    | Viktor Claesson   | FK Krasnodar             | 6      |
| 8    | Sebastián Driussi | Zénith Saint-Pétersbourg | 6      |
| 8    | Othman El Kabir   | Oural Iekaterinbourg     | 6      |
| 8    | Alekseï Miranchuk | Lokomotiv Moscou         | 6      |
| 8    | Sergueï Tkatchiov | Arsenal Toula            | 6      |

### Liste des 33 meilleurs joueurs de la saison
À l'issue de la saison, la fédération russe de football désigne les 33 meilleurs joueurs du championnat (ru).
Gardien
1. Igor Akinfeïev (CSKA Moscou)
2. Guilherme (Lokomotiv Moscou)
3. Andreï Louniov (Zénith Saint-Pétersbourg)

Arrière droit
1. Mário Fernandes (CSKA Moscou)
2. Vladislav Ignatiev (Lokomotiv Moscou)
3. Sergueï Petrov (FK Krasnodar)

Défenseur central droit
1. Branislav Ivanović (Zénith Saint-Pétersbourg)
2. Andreï Semionov (Akhmat Grozny)
3. Maksim Beliaïev (Arsenal Toula)

Défenseur central gauche
1. Gueorgui Djikiya (Spartak Moscou)
2. Yaroslav Rakitskiy (Zénith Saint-Pétersbourg)
3. Uroš Spajić (FK Krasnodar)

Arrière gauche
1. Iouri Jirkov (Zénith Saint-Pétersbourg)
2. Fiodor Koudriachov (Rubin Kazan)
3. Cristian Ramírez (FK Krasnodar)

Milieu défensif
1. Iouri Gazinski (FK Krasnodar)
2. Nikola Vlašić (CSKA Moscou)
3. Magomed Ozdoïev (Zénith Saint-Pétersbourg)

Milieu droit
1. Wanderson (FK Krasnodar)
2. Alekseï Miranchuk (Lokomotiv Moscou)
3. Alekseï Ionov (FK Rostov)

Milieu central
1. Grzegorz Krychowiak (Lokomotiv Moscou)
2. Roman Zobnine (Spartak Moscou)
3. Wílmar Barrios (Zénith Saint-Pétersbourg)

Milieu gauche
1. Viktor Claesson (FK Krasnodar)
2. Anton Miranchuk (Lokomotiv Moscou)
3. Reziuan Mirzov (Arsenal Toula)

Attaquant droit
1. Fiodor Chalov (CSKA Moscou)
2. Sardar Azmoun (Rubin Kazan/Zénith Saint-Pétersbourg)
3. Luka Đorđević (Arsenal Toula)

Attaquant gauche
1. Artyom Dziouba (Zénith Saint-Pétersbourg)
2. Jefferson Farfán (Lokomotiv Moscou)
3. Zé Luís (Spartak Moscou)

## Bilan de la saison
| Championnat de Russie de football 2018-2019 |                                     |
| Champion                                    | Zénith Saint-Pétersbourg (5e titre) |
| Dauphin                                     | Lokomotiv Moscou                    |
| Coupes et trophées                          |                                     |
| Vainqueur de la Coupe de Russie 2018-2019   | Lokomotiv Moscou                    |
| Vainqueur de la Supercoupe de Russie        | CSKA Moscou                         |
| Qualifications continentales                |                                     |
| Ligue des champions de l'UEFA 2019-2020     | Zénith Saint-Pétersbourg            |
| Ligue des champions de l'UEFA 2019-2020     | Lokomotiv Moscou                    |
| Ligue des champions de l'UEFA 2019-2020     | FK Krasnodar                        |
| Ligue Europa 2019-2020                      | CSKA Moscou                         |
| Ligue Europa 2019-2020                      | Spartak Moscou                      |
| Ligue Europa 2019-2020                      | Arsenal Toula                       |
| Promotions et relégations                   |                                     |
| Promus en première division                 | FK Tambov                           |
| Promus en première division                 | FK Sotchi                           |
| Relégués en deuxième division               | Anji Makhatchkala                   |
| Relégués en deuxième division               | Ienisseï Krasnoïarsk                |